# Solo quando bevo
Solo quando bevo è un singolo del rapper italiano Nitro, pubblicato il 20 maggio 2016 come secondo estratto dalla riedizione del secondo album in studio Suicidol.

## Descrizione
Prodotto da Low Kidd, nel brano il rapper dichiara che l'alcool è l'unica forma di sollievo per sfuggire da dolore e sconforto, non nascondendo dunque la sua attrazione verso le bevande alcoliche.

## Video musicale
Il videoclip è stato pubblicato il 24 maggio 2016 attraverso il canale YouTube del rapper. In esso sono apparsi anche DJ Slait, il rapper milanese Nerone e il produttore Low Kidd.

## Tracce
1. Solo quando bevo – 3:37